# Bruno Da Col
Leonida Bruno Da Col (ur. 25 lutego 1913 w Cibiana di Cadore, zm. 29 lipca 1995 w Mediolanie) – włoski skoczek narciarski, uczestnik Zimowych Igrzysk Olimpijskich 1936 w Garmisch-Partenkirchen oraz Zimowych Igrzysk Olimpijskich 1948 w Sankt Moritz.

## Igrzyska olimpijskie
Uczestniczył w Zimowych Igrzyskach Olimpijskich 1936 w Garmisch-Partenkirchen oraz Zimowych Igrzysk Olimpijskich 1948 w Sankt Moritz. Na tych pierwszych wystąpił w zawodach na skoczni normalnej K-80. Zawody ukończył na 37. miejscu wśród 48 zawodników biorących udział w konkursie. Zawody zostały zdominowane przez Norwegów, którzy zajęli trzy miejsca w pierwszej piątce zawodów.
Na igrzyskach w 1948 w Sankt Moritz wystąpił w zawodach na skoczni normalnej K-68. Zawody ukończył na 18. miejscu wśród 49 zawodników biorących udział w konkursie.